# یوهان ترومس‌دورف
یوهان ترومس‌دورف (آلمانی: Johann Trommsdorff؛ ۱۷۷۰ – ۱۸۳۷) یک شیمی‌دان اهل آلمان بود.